# Switłana Szabałtina
Switłana Markiwna Szabałtina (ukr. Світлана Марківна Шабалтіна; ur. 1948) – ukraińska klawesynistka, profesor Ukraińskiej Narodowej Akademii Muzycznej.

## Życiorys
Ukończyła Narodowy Instytut Pedagogiczny im. Gniesinych w Moskwie w 1972 roku oraz studia podyplomowe w klasie fortepianu. Kształciła się u pianisty Borysa Ziemlanskiego (zm. 1977). Po ukończeniu studiów w 1980 roku powróciła do Kijowa, gdzie nauczała gry na fortepianie w konserwatorium. Początki jej zainteresowania klawesynem są związane z lekcjami, które wzięła w celu akompaniowania wiolonczelistce Łarysie Bajramowej na tymże instrumencie. W latach 1990–1992 kształciła się w Akademii Muzycznej w Krakowie pod kierunkiem klawesynistki Elżbiety Stefańskiej. W 1995 roku utworzyła pierwszą w Ukrainie klasę klawesynu na Ukraińskiej Narodowej Akademii Muzycznej. Jest uważana za założycielkę ukraińskiej szkoły klawesynowej. 
Pod koniec XX wieku pracowała jako adiunkt w Ukraińskiej Narodowej Akademii Muzycznej, gdzie nauczała gry na fortepianie, od 2000 roku jest zatrudniona jako profesor na Wydziale Muzyki Dawnej tejże uczelni. Jej uczennicą była m.in. Liubow Tytarenko. Koncertuje na fortepianie i klawesynie jako solistka i członkini zespołów kameralnych. 

## Twórczość
Napisała książkę Клавесин сквозь века (pol. Klawesyn przez wieki). W 2021 roku ukazał się jej album Harpsichordion nagrany w duecie z ukraińską akordeonistką Jewheniją Czerkazową, wydano go w wytwórni Da Vinci Classics.

## Wyróżnienia
- Zasłużony Działacz Sztuk Ukrainy[7][9]